# Pfarrhaus (Nüdlingen)

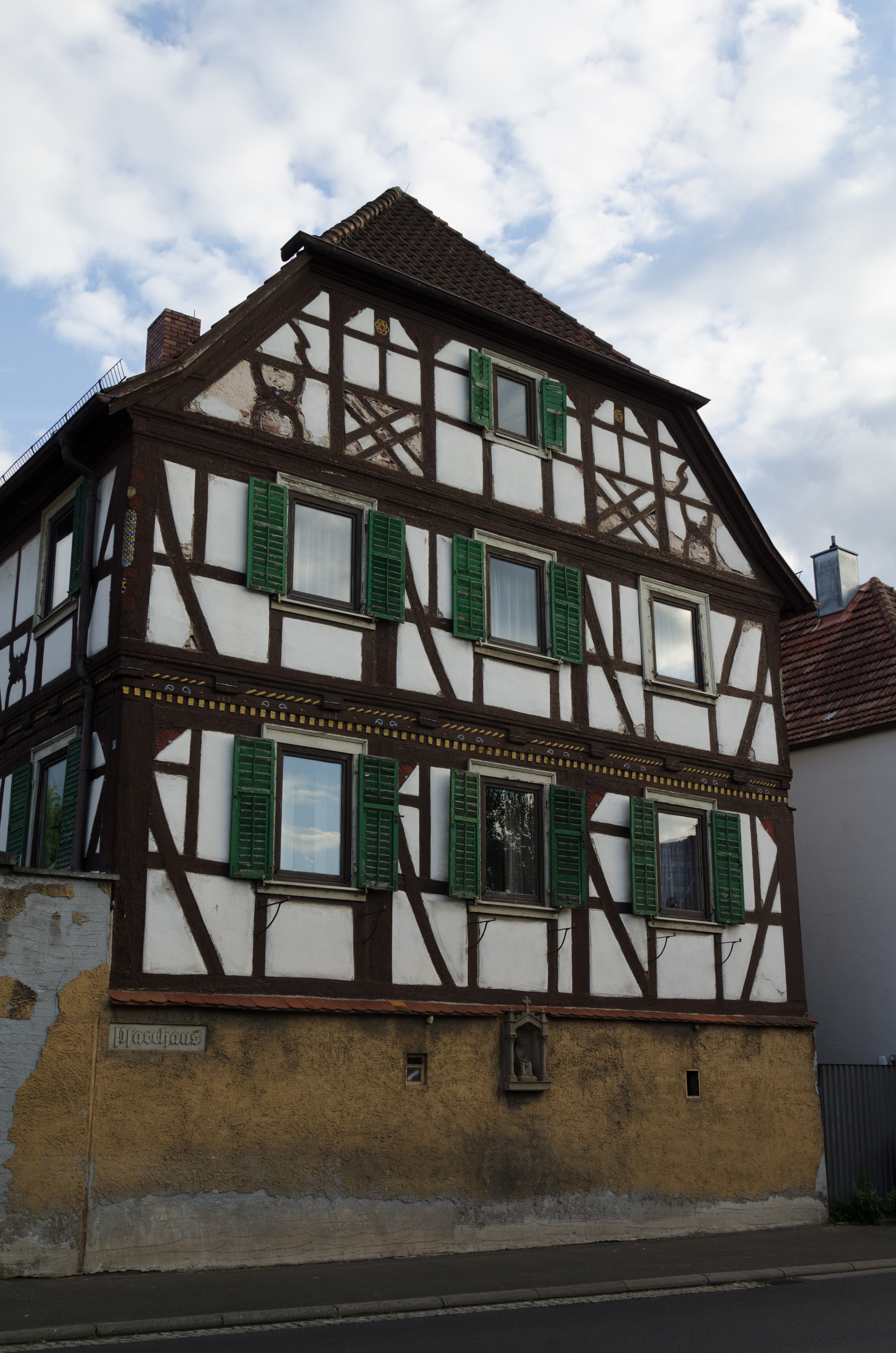
Pfarrhaus in Nüdlingen

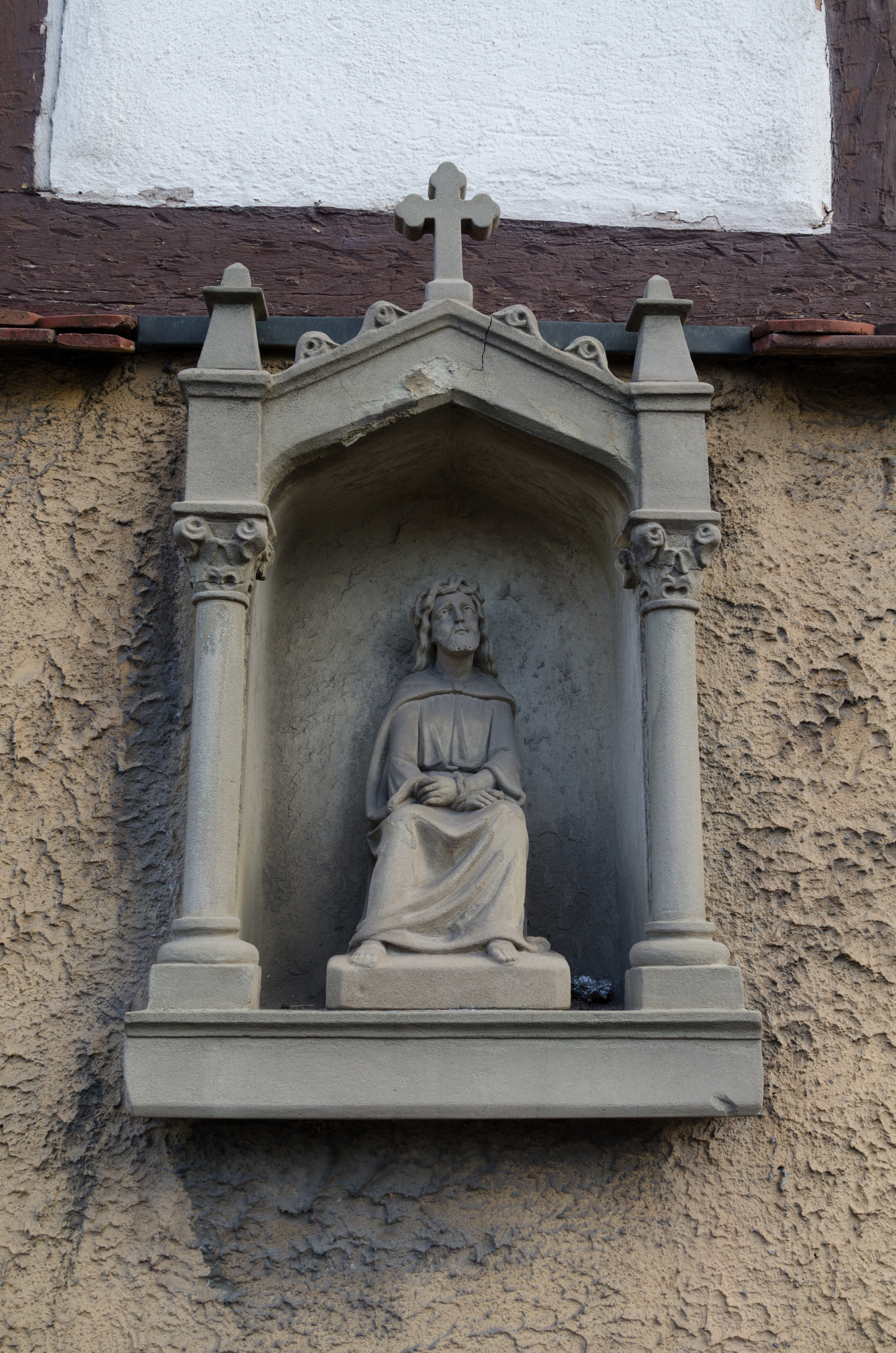
Altar mit Schmerzensmann

Das Pfarrhaus in Nüdlingen, einer Gemeinde im unterfränkischen Landkreis Bad Kissingen in Bayern, wurde im 17. Jahrhundert errichtet. Das Pfarrhaus an der Kissinger Straße 15, in der Nähe der katholischen Pfarrkirche St. Kilian, ist ein geschütztes Baudenkmal.
Der zweigeschossige, giebelständige Fachwerkbau mit massiver Sockelzone und Halbwalmdach besitzt an der Nordseite ein neugotisches Hausaltärchen mit der Figur des Schmerzensmannes. Die Figur aus Sandstein stammt vermutlich aus dem 19. Jahrhundert.